# 헬베티카

헬베티카

헬베티카(Helvetica)는 대표적인 로마자 산세리프 글꼴로써 1957년 스위스의 글꼴 디자이너 막스 미딩거가 에두아르트 호프만과 함께 제작했다. 헬베티카는 네오 그로테스크 디자인에 속하는 디자인으로서 19세기의 유명한 글꼴인 악치덴츠-그로테스크와 여타 독일과 스위스의 도안의 영향을 받았다. 이 글꼴은 20세기에 널리 쓰였으며 1950년대와 1960년대의 스위스 디자이너들의 작업으로 등장한 국제주의 타이포그래피 스타일의 대표작이다. 오랜 세월 동안 상이한 두께, 폭, 크기를 가진 여러 변형이 등장했으며 다양한 비로마자에도 적용되기도 했다. 헬베티카 글꼴은 모든 삐침의 끝부분이 정확히 수평이거나 수직을 이루며 상당히 글자 간격이 좁은 편이라 조밀한 모양을 보이는 특징이 있다.
스위스 뮌헨슈타인에 있는 하스 활자 주조소에서 개발된 헬베티카는 같은 해에 출시된 아드리앙 프루티거의 위니베르 글꼴처럼 유럽의 그래픽 디자이너 사이에서 전환기의 그로테스크 글꼴에 대한 관심이 부활하는 추세에 부합하기 위한 글꼴로 도안되었다. 호프만은 하스 활자 주조소의 대표였으며 미딩거는 프리랜서 그래픽 디자이너로서 이전에 하스의 판매 및 디자인 분야에서 일한 적이 있었다.
미딩거와 호프만은 대단히 명확하고 형태 자체의 내재적인 의미가 배제되었으며 다양한 표지판에도 쓰일수 있는 중립적인 글꼴을 만들고자 했다. 당초 이름은 '노이에 하스 그로테스크'(Neue Haas Grotesk)였으나 라이노타이프 사의 승인을 얻고 스위스의 라틴어 형용사인 헬베티카로 개칭되었다. 
디자인 업계에서 유명한 서체이다. 실제로 많은 교수들이 어떤 글씨체를 써야 할지 모르겠을 때는 헬베티카를 쓰라고 권하는 경우가 많다. Arial 글꼴과 비슷하나, Arial은 곡선이 많이 있다. 